# Претнар, Цвето
Цвето Претнар (словен. Cveto Pretnar; 27 января 1957, Есенице — 24 апреля 2018) — югославский и словенский хоккеист, вратарь.

## Биография
Известен как многолетний вратарь клуба «Акрони Есенице». В составе сборной Югославии играл на зимних Олимпийских играх 1984 года, провёл все пять матчей и пропустил 37 шайб, отразив 427 бросков. Карьеру завершил в 1993 году. Член Словенского хоккейного зала славы с 2007 года. Участник различных мероприятий клуба, в том числе почётный гость на ряде матчей: в матче Альпийской хоккейной лиги «Акрони Есенице» против итальянского «Азиаго» произвёл символическое первое вбрасывание.